# Andreas Kritzmann

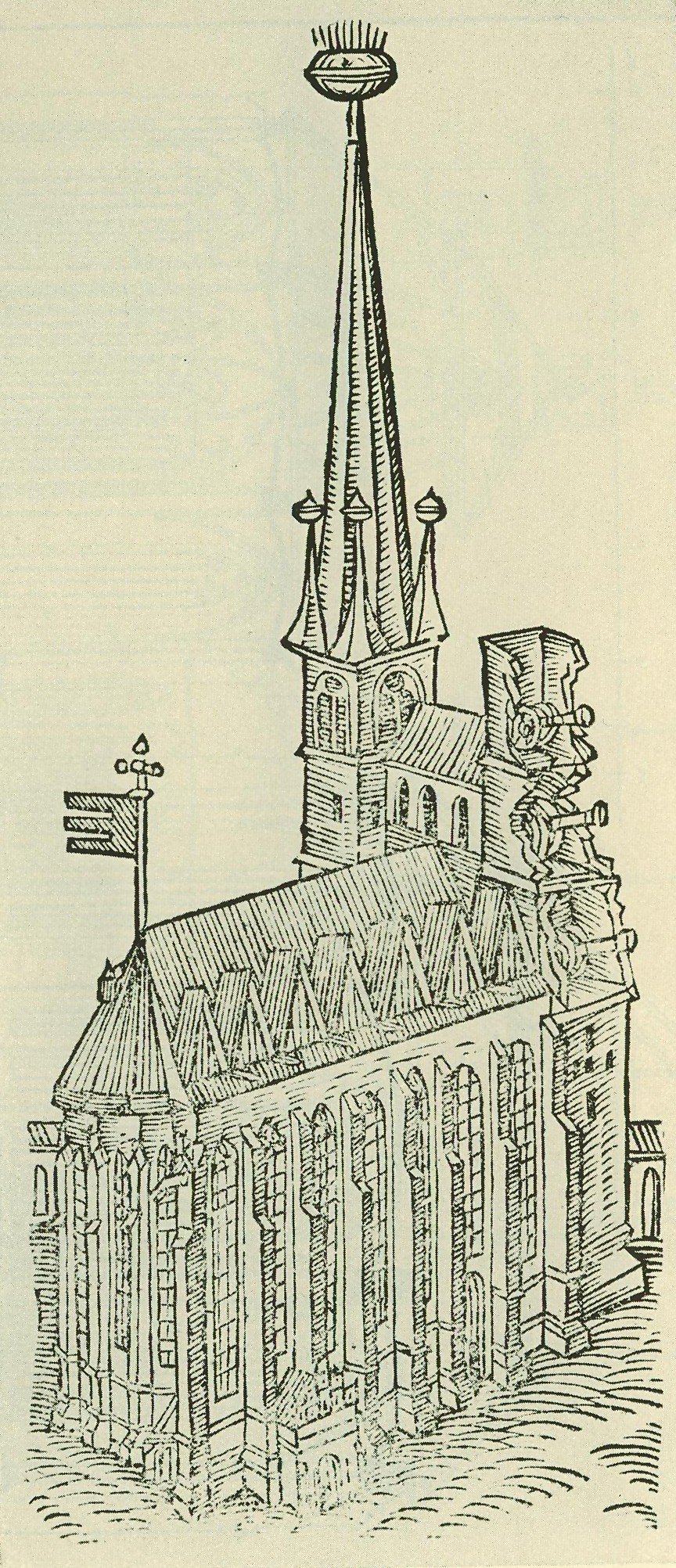
Zeichnung der auf Kritzmanns Initiative mit Geschützen bestückten Sankt-Jakobi-Kirche Magdeburg, rechts im Bild der Nord-Kirchturm mit den Kanonen; zeitgenössische Darstellung

Andreas Kritzmann († 9. März 1551 in Magdeburg) war Büchsenmeister und als Kanonier ein Volksheld in Magdeburg.

## Stadtverteidigung
Bekanntheit erlangte Andreas Kritzmann während der Belagerung der Stadt in den Jahren 1550/51. Vom 4. Oktober 1550 bis zum 5. November 1551 wurde die Stadt Magdeburg in Vollstreckung einer Reichsacht belagert. Die zwischen 15.000 und 20.000 Mann starken Belagerungstruppen wurden von Kurfürst Moritz von Sachsen und dem Herzog Georg zu Mecklenburg geführt. In der Stadt befanden sich etwa 40.000 Menschen.
In der Nacht vom 28. auf den 29. November 1550 nahmen die Belagerer unter Moritz von Sachsen die Magdeburger Neustadt ein und standen somit unmittelbar an den nördlichen Toren der Stadt. 
Am 10. Dezember veranlasste Andreas Kritzmann, mehrere Geschütze auf den Nordturm der Sankt-Jakobi-Kirche Magdeburg zu schaffen. Von dieser erhöhten Geschützplattform nahmen Magdeburgs Verteidiger die feindlichen Truppen immer wieder unter Beschuss. 
Die Belagerer erlitten erhebliche Verluste, sie nahmen die beiden Kirchtürme unter gezielten Beschuss. Im Laufe der über Monate andauernden Gefechte wurde der Süd-Kirchturm so stark beschädigt, dass die Magdeburger vorsorglich in der Nacht vom 19. auf den 20. Februar 1551 mit Stricken die Spitze des Turms herunterzogen. Der schwer zerstörte und gerissene Turm wurde mit Wollsäcken behängt und hielt sich so noch einen Monat. 
Andreas Kritzmann starb am 9. März 1551, als er von herabstürzendem Mauerwerk getroffen wurde. Am 15. März stürzte der Kirchturm endgültig ein. 
Die Stadt Magdeburg überstand diese langandauernde Belagerung nicht zuletzt dank Andreas Kritzmann ohne Erstürmung.

## Ehrungen
- Zu Ehren des zur Legende gewordenen Andreas Kritzmann benannte die Stadt Magdeburg in späteren Zeiten zwei Straßen: die einstige Andreas-Kritzmann-Straße und nach deren Verschwinden die Kritzmannstraße.

- Auch Magdeburgs staatliche Grundschule Kritzmannstraße in der Kritzmannstraße 1 erinnert an den Volkshelden der Stadt: In Anerkennung seiner Heldentat und zum Gedenken an Andreas Kritzmann findet sich am Aufzugsschacht des Schulgebäudes die stilisierte Abbildung einer Kirche – der Sankt-Jakobi-Kirche Magdeburg als Ort des Geschehens – mit dem Schriftzug „Grundschule Kritzmann“.[1]